# Gor (kommun)
Gor är en kommun i Spanien.   Den ligger i provinsen Provincia de Granada och regionen Andalusien, i den södra delen av landet, 300 km söder om huvudstaden Madrid. Antalet invånare är 877. Arean är 181 kvadratkilometer. Gor gränsar till Guadix, Gorafe, Baza, Dólar och Valle del Zalabí. 
Terrängen i Gor är huvudsakligen kuperad, men österut är den bergig.